# Лумен
 Тази статия е за единицата.  За анатомичния термин вижте лумен (кръвоносен съд).  
Лумен (символ lm) е единицата за светлинен поток в системата SI.
Един лумен е равен на светлинния поток, излъчван от точковиден източник в пространствен ъгъл 1 стерадиан при интензитет на светлината 1 кандела.
Типичната стойност на светлинния поток, получаван от лампа с нажежаема жичка от 100 W, е 1100 lm. Това означава, че светлинният добив за един ват от такъв източник е 11 lm/W.